# Seuillage d'image

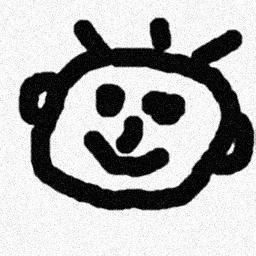
Image originale avant seuillage (niveau de gris).

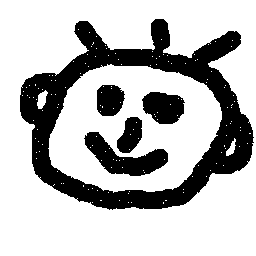
Image binaire après seuillage (noir et blanc).

Le seuillage d'image est une technique de binarisation d'image, consistant à remplacer les niveaux de gris d'une image par un ensemble de pixels prenant la valeur 255 (blanc) ou 0 (noir) selon que sa valeur initiale est inférieure ou supérieure à une valeur définie comme seuil.

## Seuillage global
Soit une image {\displaystyle f} de dimension {\displaystyle N\times M}, {\displaystyle f(i,j)} étant la valeur d'intensité d'un pixel de la ligne {\displaystyle i} et de la colonne {\displaystyle j}, le seuillage global ou simple d'images consiste à fixer un seuil {\displaystyle s}, à partir duquel tout pixel ayant une intensité supérieure ou égale au seuil {\displaystyle s}est affecté de la valeur 255 et les autres ayant la valeur 0. L'image binaire {\displaystyle g}, de dimension {\displaystyle N\times M}, est obtenue par la formule suivante :
{\displaystyle g(i,j)={\begin{cases}255&{\text{ si }}f(i,j)\geqslant s\\0&{\text{ sinon }}\end{cases}}}
Par exemple, le seuillage remplace un à un les pixels selon une valeur fixée à 123 : si un pixel a une valeur supérieure ou égale au seuil (par exemple 150), il prend la valeur 255 (blanc), et si sa valeur est inférieure (par exemple 100), il prend la valeur 0 (noir).

## Méthodes
Il existe plusieurs méthodes de seuillage d'images plus complexes et plus performantes que le seuillage simple, les plus utilisées  :
- Méthode d'Otsu[4].
- Méthode de Niblack[5]
- Méthode de Bernsen[6]

## Annexe